# 인터내셔널 워크스타
인터내셔널 워크스타(영어: International WorkStar)는 미국의 나비스타 인터내셔널 사가 생산하는 대형 트럭이다. 2008년부터 생산된 트럭으로 디젤 엔진의 경우 맥스포스에서 제조하는 디젤 엔진을 사용하고 있다.

## 모델
- 7300
- 7400
- 7500
- 7600
- 7700
- 하이브리드 트럭 4x4 - 나비스타 인터내셔널 트럭 중 최초의 하이브리드 트럭.[3]

## 사진

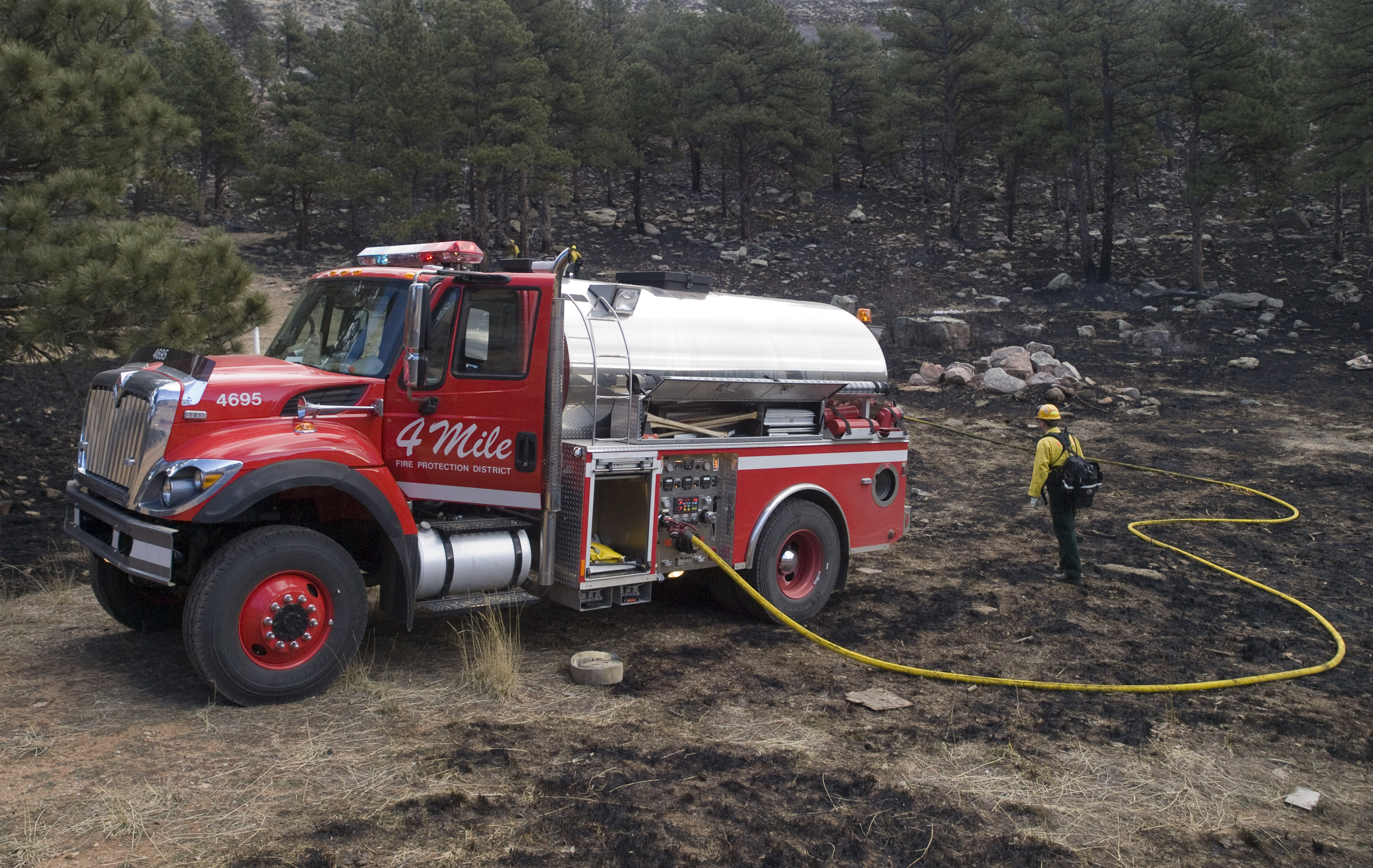
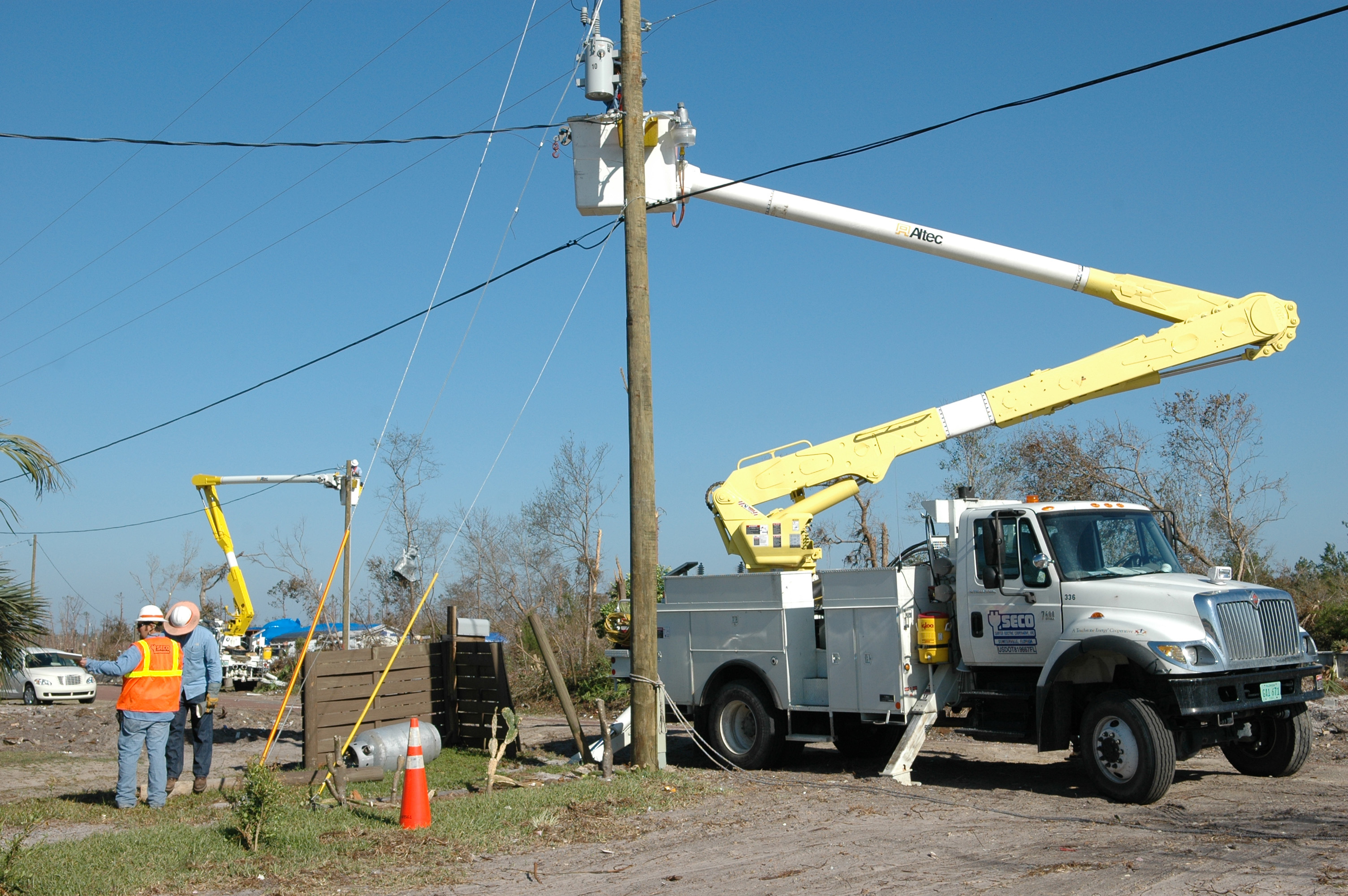
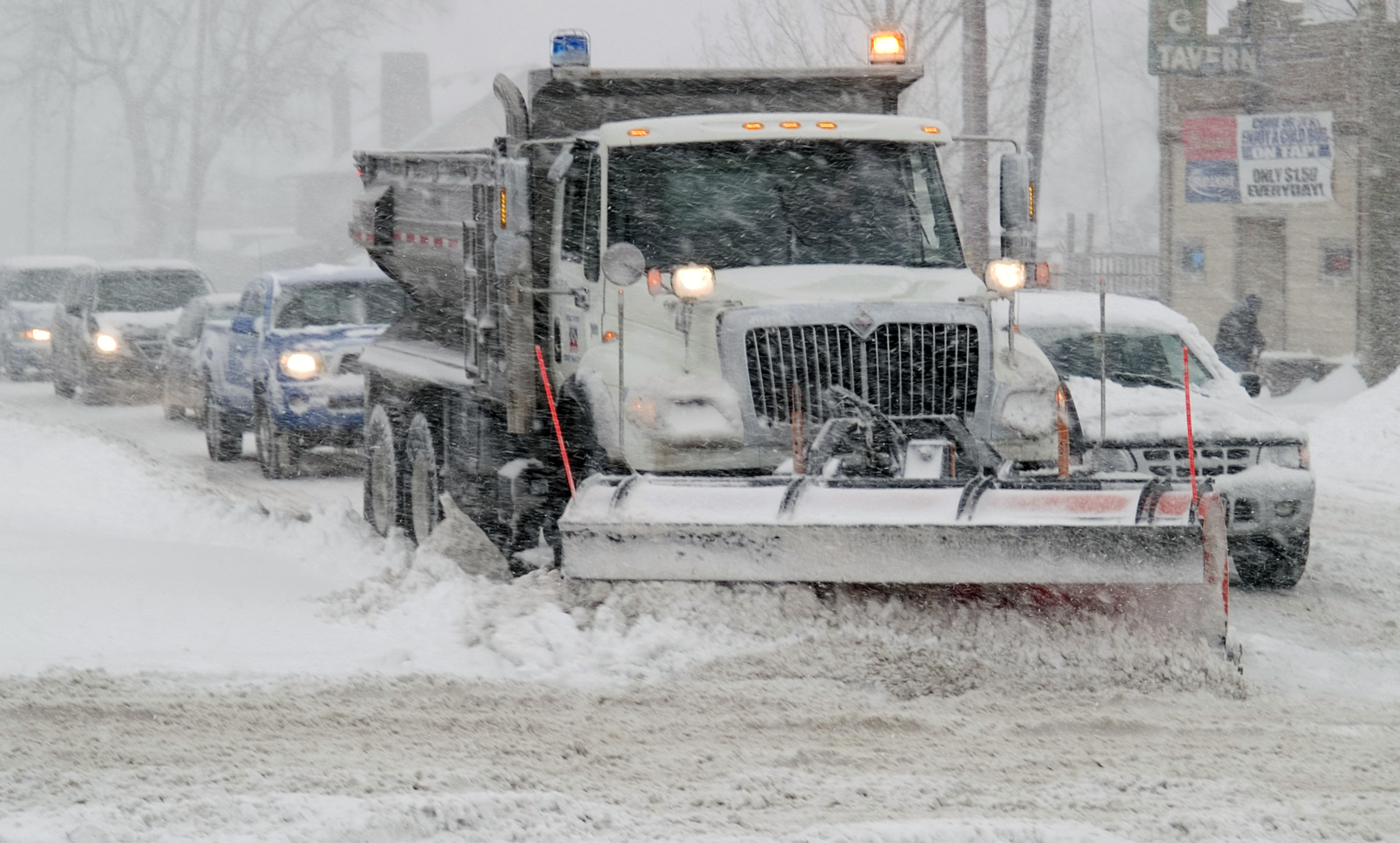
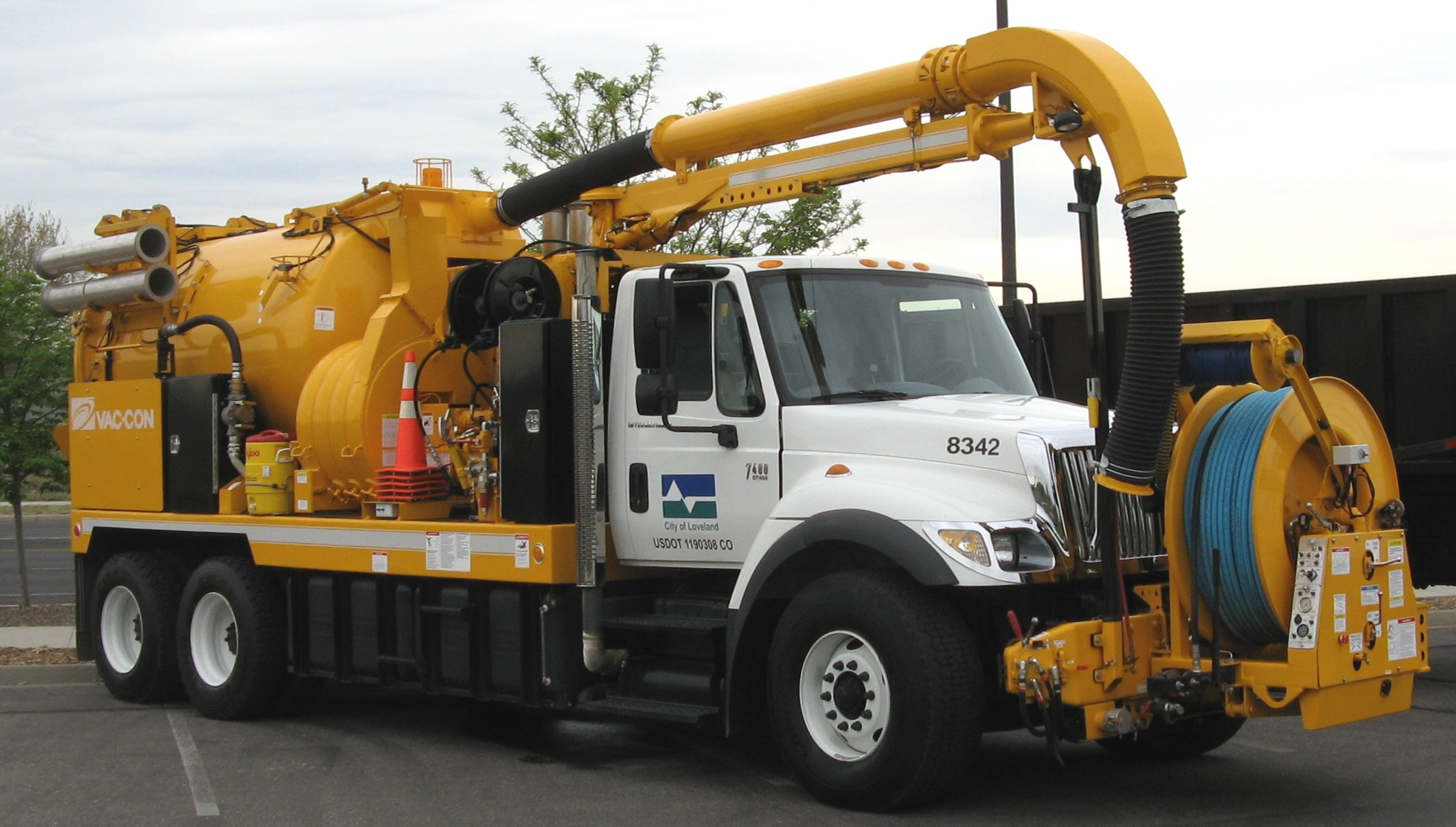
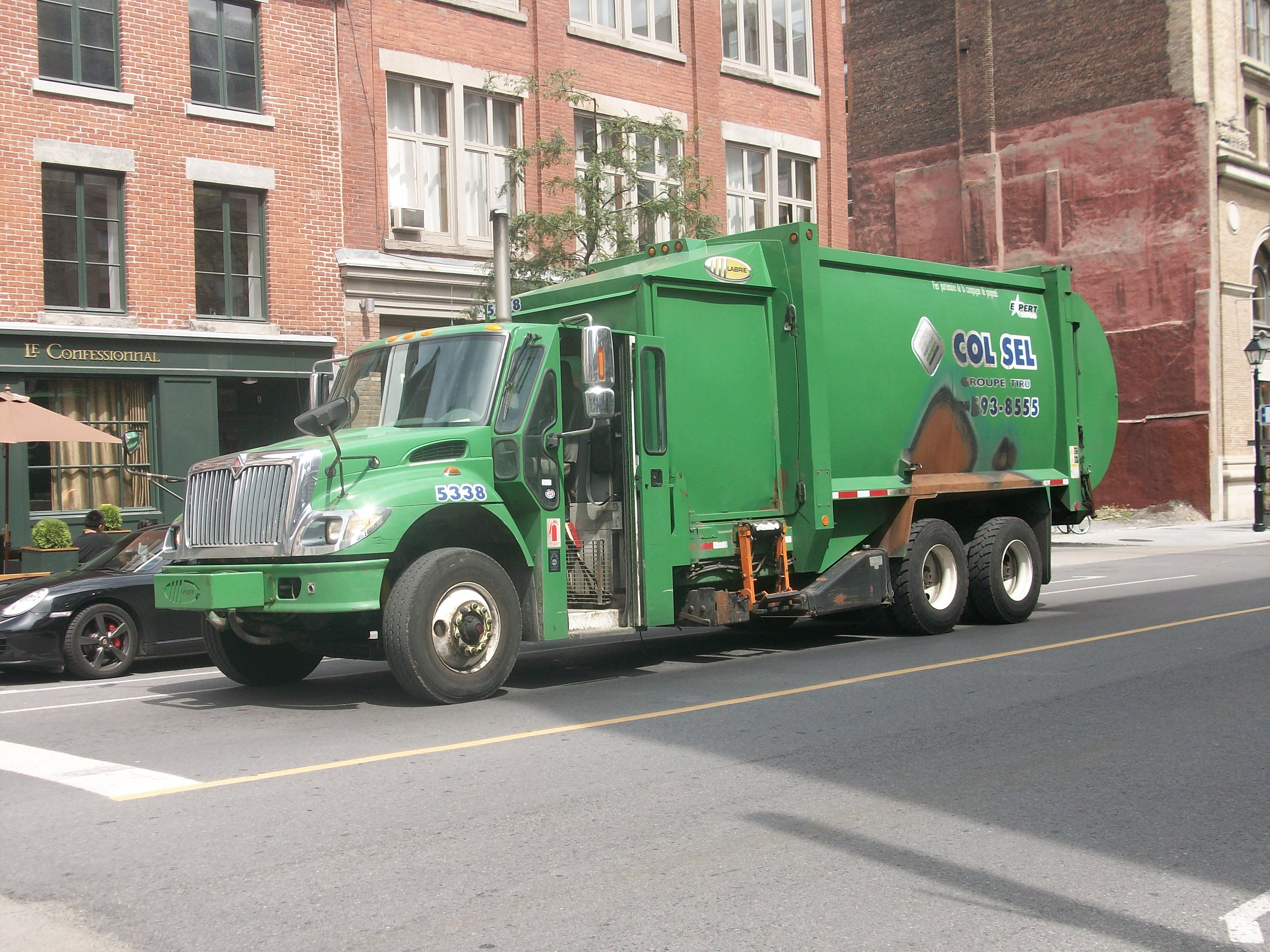
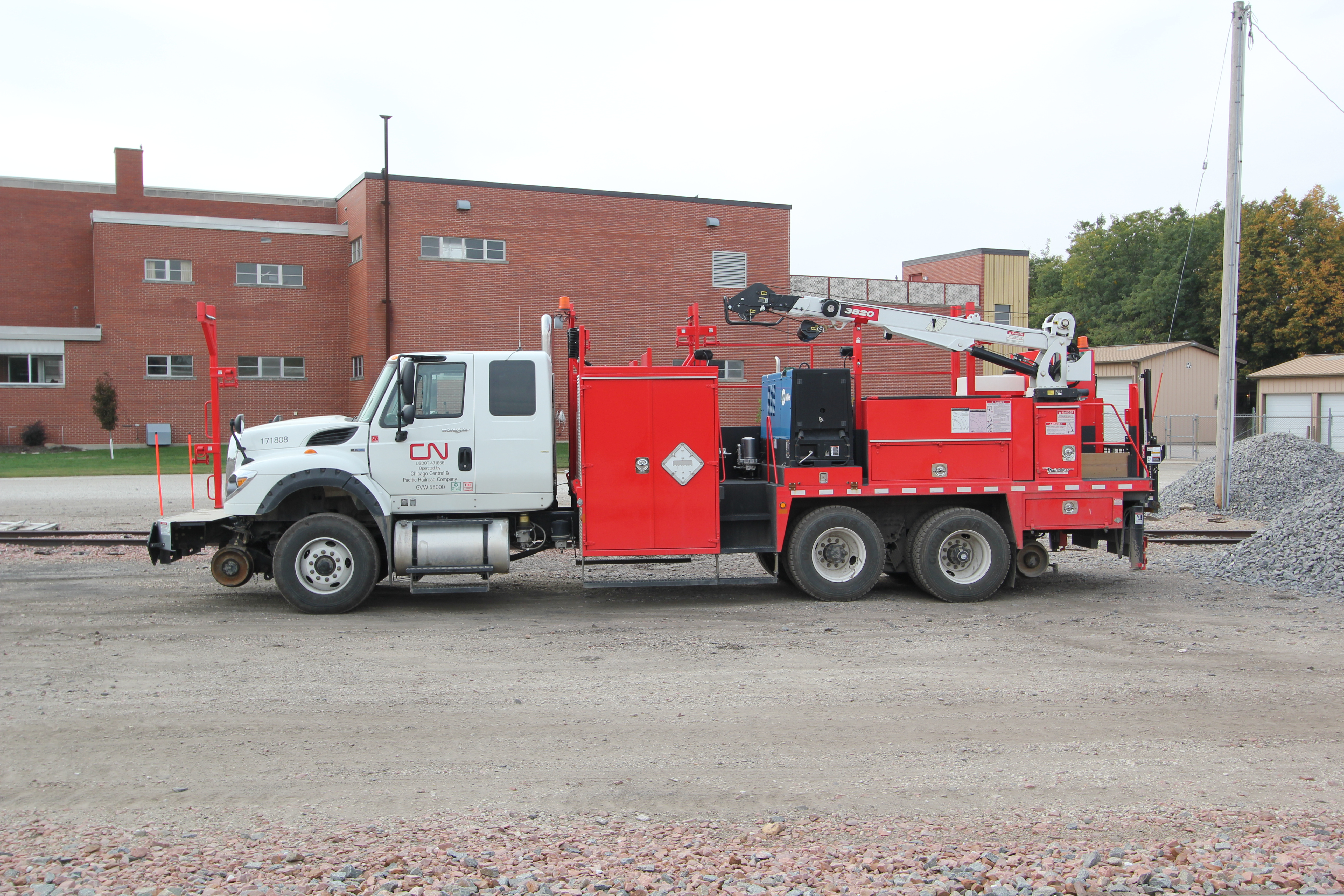